# Хэмилтон, Кайл
Кайл Хэмилтон (англ. Kyle Hamilton; род. 26 февраля 1978, Ричмонд, Британская Колумбия) — канадский гребец, выступавший за сборную Канады по академической гребле в период 2002—2008 годов. Чемпион летних Олимпийских игр в Пекине, трёхкратный чемпион мира, победитель этапов Кубка мира, победитель и призёр многих регат национального и международного значения.

## Биография
Кайл Хэмилтон родился 26 февраля 1978 года в городе Виктория провинции Британская Колумбия.
Занимался академической греблей во время учёбы в Университете Британской Колумбии в Ванкувере, состоял в местной гребной команде «Тандербёрдз», неоднократно принимал участие в различных студенческих регатах.
В 2002 году вошёл в основной состав канадской национальной сборной, в восьмёрках одержал победу на мировом первенстве в Севилье, взял бронзу на этапе Кубка мира в Люцерне.
На чемпионате мира 2003 года в Милане вновь победил в восьмёрках, был лучшим и на этапе Кубка мира в Люцерне.
Благодаря череде удачных выступлений удостоился права защищать честь страны на летних Олимпийских играх 2004 года в Афинах. В программе восьмёрок отобрался в главный финал А, но в решающем заезде пришёл к финишу лишь пятым и попасть в число призёров не смог.
После афинской Олимпиады Хэмилтон остался в составе гребной команды Канады на ещё один олимпийский цикл и продолжил принимать участие в крупнейших международных регатах. Так, в 2005 году он выступил на мировом первенстве в Гифу, в восьмёрках сумел квалифицироваться в утешительный финал В и расположился в итоговом протоколе соревнований на седьмой строке.
В 2006 году на чемпионате мира в Итоне занял восьмое место в зачёте четвёрок без рулевого.
В 2007 году в восьмёрках был лучшим на этапах Кубка мира в Линце и Люцерне, а также победил на мировом первенстве в Мюнхене, став таким образом трёхкратным чемпионом мира по академической гребле.
Выиграв этап Кубка мира 2008 года в Люцерне, благополучно прошёл отбор на Олимпийские игры в Пекине. На сей раз в программе восьмёрок обошёл всех своих соперников в финале, в том числе более чем на секунду опередил ближайших преследователей из Великобритании, и тем самым завоевал золотую олимпийскую медаль. За это выдающееся достижение впоследствии все члены этого экипажа были введены в Канадский зал славы спорта.
Впоследствии работал судебным юристом в компании Cook Roberts LLP в Виктории, Британская Колумбия.